# プリンス・カール・フォーランド島
プリンス・カール・フォーランド島 (Prins Karls Forland) またはフォーランデット (Forlandet) は、時折英国風にPrince Charles Forelandとも表記され、ノルウェー、スヴァールバル諸島の北極多島海にあるスピッツベルゲン島、オスカー2世ランドの西岸沖に浮かぶ島である。島全体とその周辺の海域は、フォーランデット国立公園を構成している。

## 歴史

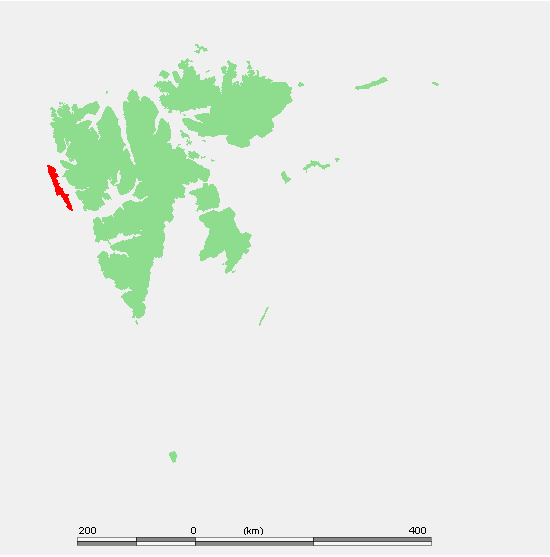
スヴァールバル諸島におけるプリンス・カール・フォーランド島の位置

島は、オランダの探検家、ウィレム・バレンツによって1596年に最初に発見された。
1610年には、イギリスの探検家、ジョナス・プールが島を「ブラック・ポイント島 (Black Point Isle)」と名付けた。
1612年まで、イギリスの捕鯨者たちは、ジェームズ王の息子チャールズ（後のイングランドおよびスコットランドの王チャールズ1世）にちなんで「プリンス・チャールズ・フォーランド (Prince Charles' Foreland)」と呼んだ。
オランダ人は、1612年に高い丘に登り落ちて首を折った商人にちなんで、「Kijn島」と呼んだ。
イギリス人は一時的に捕鯨基地を島の北端に置き、そこは「フェア・フォーランド」（現在のFuglehuken）と呼ばれていた。